# Mezinárodní letiště Vinnycja
Mezinárodní letiště Vinnycja (ukrajinsky Міжнародний Аеропорт «Вінниця» (Гавришівка) – Mižnarodnyj Aeroport „Vinnycja“ (Havryšivka), IATA: VIN, ICAO: UKWW) je letiště osm kilometrů východně od  Vinnycji, správního střediska Vinnycké oblasti na Ukrajině. Druhý název Havryšivka odkazuje k stejnojmenné vesnici, jejíž intravilán s letištěm sousedí na východě.
Letiště má jedinou vzletovou a přistávací dráhu, jež je betonová s orientací 13/31, o délce 2,5 kilometru a šířce 42 metrů.
Letiště je zároveň leteckou základnou ukrajinského letectva, které má ve Vinnycji své hlavní velitelství.
Ukrajinský prezident Volodymyr Zelenskyj 6. března 2022 oznámil, že v rámci ruské invaze na Ukrajinu bylo letiště zcela zničeno útokem osmi raket. Jednalo se pravděpodobně o střely s plochou dráhou letu typu Ch-101, které zasáhly mimo jiné kancelářskou budovu a sklad pohonných hmot a maziv.